# ヤン・ジョンウォン
ヤン・ジョンウォン（朝: 양정원、中:梁禎元、英: Yang Jungwon、2004年2月9日 - ）は、韓国出身の歌手であり、男性アイドルグループENHYPENのリーダーである。血液型はAB型。BELIFT LAB所属。MBTIはESTJ→ISTJ。

## 略歴
2004年2月9日、大韓民国ソウル特別市で生まれる。7歳でテコンドーを始める。小学生の時にSMエンタテインメントにスカウトされ、3年間練習生として活動した。後にBig Hit Entertainment（現: HYBE）の練習生となる。
2020年6月、CJ E&MとBig Hit Entertainmentの合併会社であるBELIFT LABとMnetが制作したアイドルサバイバル番組『I-LAND』に参加し、最終選考に残った12人のうち1位となった。後に男性アイドルグループ・ENHYPENのメンバーとして加入し、1年4ヶ月の練習生期間の末11月30日にデビューした。
2021年9月2日、ジョンウォン、ヒスン、ジェイ、ジェイク、ソンフンが新型コロナウイルスに感染したことがWeverseを通じて発表された。8月25日の撮影現場の関係者の感染を受け、8月26日から先制的対応を取り自主隔離に入り、27日に防疫当局から新型コロナウイルスの濃厚接触者として自主隔離の対象者に指定され、9月8日までのスケジュールをすべてキャンセルした。これに伴い、19日に予定していた韓国でのイベント『KCON:TACT HI 5』への出演を取り消したことも発表された。9月5日には、ニキも新型コロナウイルスに感染したことが発表された。16日、メンバー全員が完治判定を受けたことにより、生活治療センターから退所し、全員隔離解除されたことが発表された。

## 出演

### テレビ番組
- I-LAND（2020年6月26日 - 9月18日、Mnet） - 出場者[12]